# Plaine-Haute
Plaine-Haute é uma comuna francesa na região administrativa da Bretanha, no departamento Côtes-d'Armor. Estende-se por uma área de 15,3 km². Em 2010 a comuna tinha 1 651 habitantes (densidade: 107,9 hab./km²).